# Laura Mancini
Laura Vittoria Mancini (Roma, 6 maggio 1636 – Parigi, 8 febbraio 1657) era una nipote del Cardinale Mazarino. Era la maggiore delle famose cinque sorelle Mancini, che insieme a due delle loro cugine Martinozzi, erano note alla corte di Luigi XIV di Francia come le Mazarinettes. Sposò Luigi di Borbone, duca di Vendôme, nipote di re Enrico IV e fu la madre del grande generale Luigi Giuseppe di Borbone-Vendôme.

## Biografia
Laura era la maggiore delle figlie di Lorenzo Mancini, cognato del Cardinale Mazarino attraverso sua moglie Geronima Mazarino. Ricevé il nome Vittoria in onore della nonna paterna, Vittoria Capocci. Attraverso l'influenza di suo zio, il consigliere personale di Luigi XIV di Francia, Laura e la sua famiglia furono invitati in Francia, che raggiunsero in diversi scaglioni; nel 1653 Laura lascia Roma con i fratelli Paolo e Olimpia e la cugina Anna Maria. La famiglia risiedé nel Palais Royal a Parigi, dimora della Regina Anna e dei suoi figli Luigi XIV e Filippo, Duca d'Orléans.
Le quattro sorelle di Laura erano:
1. Olimpia (1638–1708) sposò Eugenio Maurizio, Conte di Soissons, madre del famoso generale Eugenio di Savoia.
2. Maria (1639–1715) primo amore di Luigi XIV, moglie del Principe Lorenzo Onofrio Colonna.
3. Ortensia (1646–1699) sposò Armand Charles de La Porte de La Meilleraye e amante di Carlo II d'Inghilterra.
4. Maria Anna (1649–1714) sposò Goffredo Maurizio de La Tour d'Auvergne, Duca di Bouillon, nipote di Turenne.

Laura aveva anche tre fratelli: Paolo (1636-1652), Filippo, Duca di Nevers (1641-1707), e Alfonso (1644-1658). Dopo l'arenarsi del progetto di farla sposare con Louis Charles de Nogaret de La Valette, duca di Candale, figlio del Duca di Épernon, Laura fu data in moglie a Luigi di Borbone, Duca di Mercœur. Luigi era figlio del duca di Vendôme, figlio illegittimo di Enrico IV di Francia e di Gabrielle d'Estrées.
Laura sposò Luigi al Palais Royal nella capitale francese il 4 febbraio 1651 diventando quindi duchessa di Mercœur. Il trentanovenne duca s'innamorò immediatamente di sua moglie e il suo affetto era corrisposto. Tre figli seguirono in rapida successione, il maggiore dei quali fu un famoso comandante delle guerre della Grande Alleanza e della Successione Spagnola. Laura morì a seguito del parto di Giulio Cesare, chiamato in onore del nonno e del Cardinale, nel 1657. Nato il 27 gennaio, la duchessa morì quindici giorni dopo, il 7 febbraio. Sepolta a Parigi, suo marito si ritirò dalla vita pubblica per diventare cardinale, assicurando l'educazione dei suoi figli alla sorella di Laura la Duchessa di Bouillon.

## Discendenza
Da Luigi di Borbone-Vendôme Laura Vittoria ebbe tre figli, i due viventi in furono in seguito affidati a sua sorella Maria Anna, malgrado questa fosse solo pochi anni più grande dei nipoti:
- Luigi Giuseppe, Duca di Vendôme (1654 – 1712), sposò Maria Anna di Borbone e morì senza figli;
- Filippo, Duca di Vendôme (1655 – 1727), detto Il priore di Vendôme, morì celibe;
- Giulio Cesare (1657 – 1660).

## Titoli e trattamento
- 6 maggio 1636 - 4 febbraio 1651 Laura Vittoria Mancini
- 4 febbraio 1651 - 8 febbraio 1657 Sua Altezza Serenissima La Duchessa di Mercœur